# Mejrav
Mejrav (hebrejsky מֵירַב, anglicky Meirav, v oficiálním seznamu sídel Merav) je vesnice typu kibuc v Izraeli, v Severním distriktu, v Oblastní radě Emek ha-Ma'ajanot.

## Geografie
Leží v pohoří Gilboa nad Bejtše'anským údolím v nadmořské výšce 422 metrů. Stojí přímo na vrcholu hory Har Avinadav. K východu odtud stéká vádí Nachal Avinadav. Další převážně zalesněné kopce sousedí s obcí na jižní straně (Har Malkišua) nebo na straně severní (Micpe Gilboa). Na východní straně se v prudkém klesání do Bejtše'anského údolí nacházejí skalní stupně Cukej Migda a Matlul Avinadav.
Vesnice je situována 32 kilometrů jihojihozápadně od Galilejského jezera, 13 kilometrů západně od Jordánu, cca 8 kilometrů jihozápadně od města Bejt Še'an, cca 75 kilometrů severovýchodně od centra Tel Avivu a cca 57 kilometrů jihovýchodně od centra Haify. Mejrav obývají Židé, přičemž osídlení v tomto regionu je ryze židovské. Vesnice ovšem leží přímo na Zelené linii, která odděluje Izrael od okupovaného Západního břehu Jordánu s demografickou převahou palestinských Arabů. Od Západního břehu Jordánu byl ovšem tento kibuc počátkem 21. století oddělen izraelskou bezpečnostní bariérou.
Mejrav je na dopravní síť napojen pomocí lokální silnice číslo 667, která vede po hřebenu horského pásma Gilboa.

## Dějiny
Mejrav byl založen v roce 1987. Původně šlo o polovojenskou osadu typu Nachal. Na civilní sídlo se proměnila roku 1982, ale teprve roku 1987 se osadníci přestěhovali z původního provizorního místa (nyní Malkišua) do nynější lokality. Zakladateli a obyvateli nově zřízené vesnice byli členové náboženské organizace hnutí Bnej Akiva.
V obci jsou k dispozici zařízení předškolní péče o děti. Základní škola je v kibucu Sde Elijahu. Funguje tu zdravotní středisko, synagoga, mikve, zubní ordinace, sportovní areály, knihovna a společenské centrum. Místní ekonomika je zčásti založena zemědělství (živočišná výroba), které zaměstnává 28 % místních lidí, ale většina obyvatel dojíždí za prací do jiných obcí.

## Demografie
Obyvatelstvo kibucu Mejrav je nábožensky orientované. Podle údajů z roku 2014 tvořili naprostou většinu obyvatel v Mejrav Židé (včetně statistické kategorie „ostatní“, která zahrnuje nearabské obyvatele židovského původu ale bez formální příslušnosti k židovskému náboženství).
Jde o menší sídlo vesnického typu s rychle rostoucí populací. K 31. prosinci 2014 zde žilo 645 lidí. Během roku 2014 populace stoupla o 3,7 %.
| Rok            | 1995 | 2001 | 2003 | 2004 | 2005 | 2006 | 2007 | 2008 | 2009 | 2010 | 2011 | 2012 | 2013 | 2014 |
| -------------- | ---- | ---- | ---- | ---- | ---- | ---- | ---- | ---- | ---- | ---- | ---- | ---- | ---- | ---- |
| Počet obyvatel | 173  | 280  | 330  | 366  | 376  | 424  | 471  | 511  | 502  | 525  | 549  | 580  | 622  | 645  |